# Prostrano omrežje
Prostrano omrežje (WAN) je telekomunikacijsko omrežje oziroma računalniško omrežje, ki se razprostira na velikih geografskih območjih. Prostrana omrežja so pogosto vzpostavljena z zakupom telekomunikacijskih povezav.
Podjetja, izobraževalne ustanove in vlada uporabljajo prostrana omrežja za posredovanje podatkov osebju, študentom, strankam, kupcem in dobaviteljem na različnih koncih sveta. Tovrstna telekomunikacijska metoda podjetjem omogoča, da učinkovito opravljajo vsakdanje delo, ne glede na lokacijo. Primer takšnega prostranega oomrežja je Internet
Izrazi, povezani z drugimi vrstami omrežij, so osebna omrežja (PAN), lokalna omrežja (LAN), omrežja na kampusu (CAN) in mestno omrežje (MAN). Običajno so omejena na notranje prostore, stavbe, kampuse ali določeno območje.